# Basler BT-67
Basler BT-67 là một loại máy bay cánh cố định do Basler Turbo Conversions chế tạo.

## Quốc gia sử dụng

### Dân sự
- Aerocontractors, Hoa Kỳ

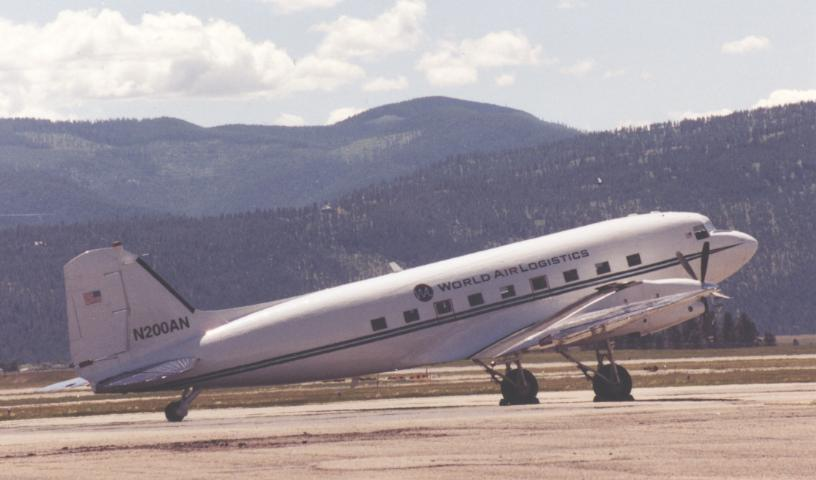
Basler BT-67

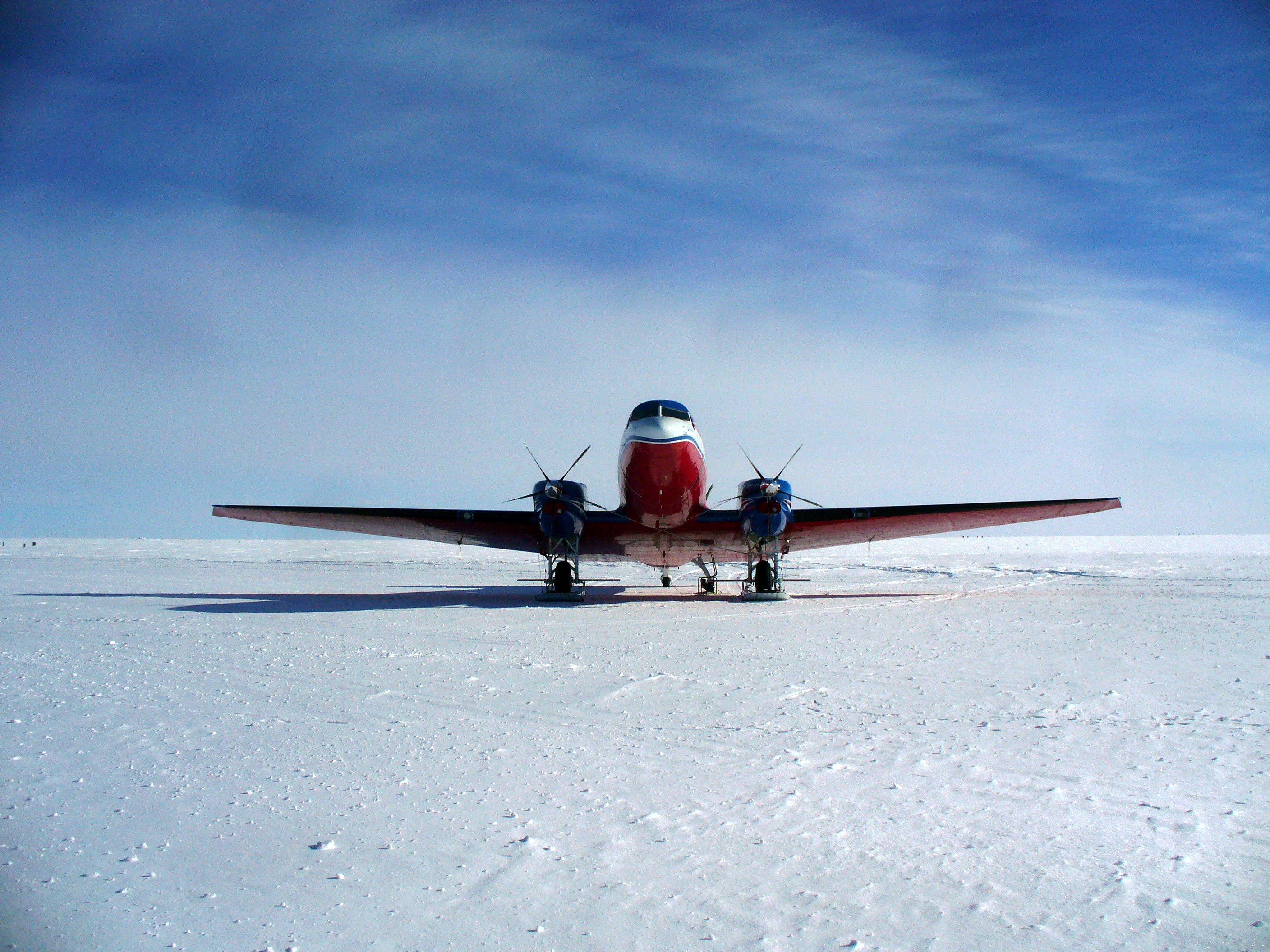
Basler BT-67 thuộc ALCI tại Trạm Nam cực Amundsen-Scott

- Antarctic Logistics Centre International (ALCI), Nam Phi
- Alfred Wegener Institute for Polar and Marine Research, Đức
- Bell Geospace Aviation, Inc, Hoa Kỳ
- Kenn Borek Air, Canada
- Spectrem Air Surveys, Nam Phi
- United States Forest Service, Hoa Kỳ
- World Air Logistics, Thái Lan

### Quân sự
Bolivia
- Không quân Bolivia

 Colombia
- Không quân Colombia
- Cảnh sát quốc gia Colombia

 El Salvador
- Không quân El Salvador

 Guatemala
- Không quân Guatemala

 Malawi
- Không quân Malawi

 Mali
- Không quân Mali

 Mauritanie
- Không quân Mauritania

 Thái Lan
- Không quân Hoàng gia Thái Lan

 Hoa Kỳ
- Không quân Hoa Kỳ

## Tính năng kỹ chiến thuật (BT-67)
Dữ liệu lấy từ Born Again Basler and Jane's Civil and Military Aircraft Upgrades 1994–95
Đặc tính tổng quát
- Kíp lái: 2
- Sức chứa: 38 hành khách
- Chiều dài: 67 ft 9 in (20,65 m)
- Sải cánh: 95 ft 0 in (28,95 m)
- Chiều cao: 16 ft 11 in (5,15 m)
- Trọng lượng rỗng: 15.700 lb (7.121 kg)
- Trọng lượng cất cánh tối đa: 28.750 lb (13.041 kg)
- Động cơ: 2 × Pratt & Whitney Canada PT6A-67R , 1.281 shp (955 kW)  mỗi chiếc
- Cánh quạt: 5-lá Hartzell, 9 ft 7 in (2,92 m) đường kính

Hiệu suất bay
- Vận tốc hành trình: 210 kn (242 mph; 389 km/h)
- Tầm bay: 1.000 nmi (1.151 mi; 1.852 km)
- Trần bay: 25.000 ft (7.600 m)